# Marta Grzywacz

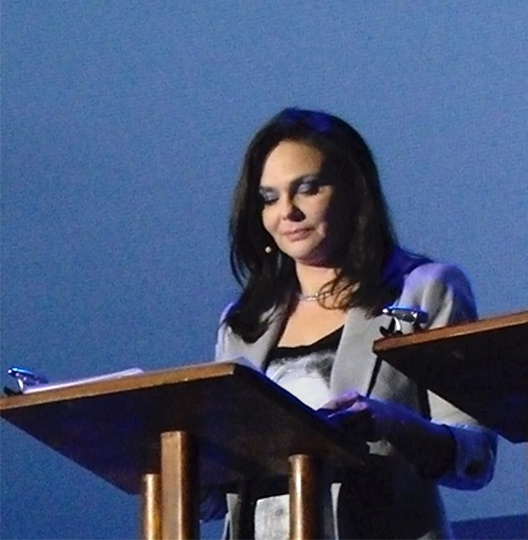
Marta Grzywacz (2010)

Marta Grzywacz (geboren 1971) ist eine polnische Journalistin.

## Leben
Marta Grzywacz besuchte das Gymnasium in Lublin. Sie studierte Jura an der Universität Warschau und absolvierte ein Aufbaustudium in Journalismus. Sie begann 1992 als Journalistin beim privaten Radiosender Radio Eska und arbeitete von 1993 bis 2000 in der Tagesschau bei TVP1. Danach arbeitete sie von 2003 bis 2006 bei Gruner+Jahr Polska für die Illustrierten Gala, Sukces und Zwierciadło. Von 2006 bis 2012 war sie Redakteurin beim Privatsender RMF FM.
Seit 2012 schreibt sie freischaffend für die Tageszeitung Gazeta Wyborcza und arbeitet weiterhin für das Fernsehen. Sie produzierte 2017 eine mehrteilige Sendung über den polnischen Kunsthistoriker Karol Estreicher und dessen Arbeit zur deutschen Raubkunst. Grzywacz war Sprecherin bei der polnischen Hörbuchproduktion des Romans Die Rosenzüchterin von Charlotte Link und weiterer übersetzter Werke Charlotte Links. Sie wirkte auch an Audio-Produktionen von Werken der US-amerikanischen Krimiautorinnen Lisa Gardner und Kathy Reichs mit.

## Werke (Auswahl)
- Obrońca skarbów : Karol Estreicher : w poszukiwaniu zagrabionych dzieł sztuki. Warschau : Wydawnictwo Naukowe PWN, 2017 ISBN 9788301192143